# 깐돌이 대행진
깐돌이 대행진(원제 : Cantinflas Show)은 1972년에 텔레비사(Televisa), 디멕스(Dimex) 등에서 제작하여 방영된 멕시코의 애니메이션 TV 시리즈이다. 이 애니메이션 시리즈는 멕시코의 국민배우이자 제작자인 칸틴플라스(Mario Moreno 'Cantinflas')가 기획, 제작했으며 주인공의 목소리 연기까지 직접 담당했다.
주인공 깐돌이가 알베르트 아인슈타인, 토마스 에디슨, 한스 크리스티안 안데르센과 같은 유명 천재들을 만나 그들로부터 들은 이야기를 시청자들에게 전해주며 그 외에 신화나 동화의 내용을 재미있게 각색해 주는 교육적 내용을 담은 애니메이션 시리즈이다. 단순히 교육적 내용을 지루하게 전해주기보다는 각 에피소드에 나오는 등장인물과 깐돌이와의 대화에서 코미디적 요소를 더함으로서 주 시청층인 어린이들의 흥미를 유발하고자 했다. 이후 1982년 미국 해나 바베라에서 영어로 더빙하여 미국에서 방영되었다.
대한민국에서는 MBC에서 1986년 11월 23일부터 1987년 4월 19일까지 방영되었다.

## 한국판 성우진 (MBC)
- 이인성 - 깐돌이
- 황일청 - 해설
- 윤지하
- 김태훈
- 홍승옥
- 김명수
- 최성우